# تماضر بنت الشريد
تماضر بنت الشريد السلمية، شاعرة جاهلية، وكانت زوجة زهير بن جذيمة ملك غطفان. فولدت له قيس بن زهير وكثير بن زهير ومالك بن زهير وشأس بن زهير والحارث بن زهير وخداش بن زهير وورقة بن زهير ونهشل بن زهير. وعوف بن زهير. وقد قتل ولدها مالك في داحس والغبراء، وقيل أنَّ حذيفة بن بدر الفزاري هو الذي قتله. قاتلته تماضر شعرًا، ثم قتلت بعدها. وقيل أنَّ الذي قتلها حذيفة نفسه يوم الهباءة، وقد قُتل أيضًا في تلك الواقعة.

## شعرها بعد مقتل ابنها
| كَأنّ العينِ خالَطها قَذاها   |  | لِخزنٍ واقعٍ أفنى كراها        |
| عَلى ولدٍ وَزين الناس طرّاً   |  | إِذا ما النارُ لَم ترَ مَن صلاها |
| لَئِن حَزنت بنو عَبسٍ عليهِ    |  | فَقَد فَقدت بهِ عبسٌ فتاها       |
| فَمَن لِلضّيفِ إِن هبّت شمالٌ    |  | مُزعزعةٌ يُجاوِبها صَداها        |
| تَرى الشمّ الجحاجحَ مِن بغيضٍ |  | تَبدّدَ جَمعُها في مُصطلاها       |
| فَيَتركها إِذا اِضطربت بِطعنٍ  |  | وَيَنهبها إِذا اِشتَجَرت قَناها    |
| حَذيفةُ لا سُقيتَ مِنَ الغَوادي |  | وَلا روّتكَ هاطلةٌ نداها        |
| كَما أَفجَعتني بِفتىً كريمٍ    |  | إِذا وُزِنَت بنو عَبسٍ وفاها      |
| فَدَمعي بعدهُ أبداً هطولٌ     |  | وَعَيني دائمٌ أبداً بكاها       |

## وصلات خارجية
- تماضر بنت الشريد على موقع بوابة الشعراء
- تماضر بنت الشريد على موقع موسوعة الديوان الشعرية